# 諾伊費爾德 (加利福尼亞州)
紐費爾德（英語：Neufeld）是位於美國加利福尼亞州克恩縣的一個非建制地區。該地的面積和人口皆未知。

## 地理
紐費爾德的座標為35°37′10″N 119°19′57″W / 35.61944°N 119.33250°W，而該地的平均海拔高度為99米（即325英尺）。